# Segunda División Profesional de Chile 2020
La Segunda División Profesional de Chile 2020 fue la 10.º edición de la tercera categoría del fútbol chileno. El campeonato lo organizó la Asociación Nacional de Fútbol Profesional.
Las novedades para este torneo, son que la categoría volvió a jugarse con 12 equipos. La otra novedad  que presentará este torneo, son los regresos a la categoría de Deportes Linares y Deportes Concepción, quienes vuelven al profesionalismo, después de 3 años y medio de ausencia. En el caso del equipo linarense, vuelve a la categoría de bronce del fútbol chileno, tras ser campeón de la Tercera División A 2019 y en el caso del equipo penquista, por ganar la Liguilla del 2° Ascenso. Además, Deportes Concepción hará su debut en esta categoría, por lo que será su primer torneo como miembro de la ANFP, luego de su polémica desafiliación a mediados de 2016.
Su comienzo estaba programado para el 22 de marzo de 2020, pero debido a la pandemia por coronavirus, se debió postergar hasta nuevo aviso. Finalmente, tras una reunión entre la ANFP y los clubes participantes, sostenida el martes 25 de agosto de 2020, se acordó iniciar el torneo el sábado 12 de septiembre. Para cumplir con la finalización pactada originalmente para diciembre de 2020, se determinó programar los encuentros para los fines de semana y mitades de semana y además, eliminar las liguillas posteriores a la fase regular, resultando al término de esta en ascenso directo a la Primera B 2021, para el equipo que se corone campeón del torneo y descenso directo a la Tercera División A 2021, para los dos equipos que terminen, en los 2 últimos puestos de la tabla de posiciones.

## Sistema

### Formato
La Fase Regular constará de 22 fechas, siendo 2 ruedas con 11 jornadas cada una. Al término de la fase regular, el equipo que resulte en primer lugar se coronará campeón del torneo y ascenderá a la Primera B 2021, mientras que los dos últimos descenderán a la Tercera División A 2021.

### Reglamento
En este torneo, se observará el sistema de puntos, de acuerdo a la reglamentación de la Internacional F.A. Board, asignándose tres puntos, al equipo que resulte ganador; un punto, a cada uno en caso de empate; y cero punto al perdedor.
El orden de clasificación de los equipos, se determinará en una tabla de cómputo general, de la siguiente manera:
- A) Mayor cantidad de puntos obtenidos; en caso de igualdad;
- B) Mayor diferencia entre los goles marcados y recibidos; en caso de igualdad;
- C) Mayor cantidad de partidos ganados; en caso de igualdad;
- D) Mayor cantidad de goles convertidos; en caso de igualdad;
- E) Mayor cantidad de goles de visita marcados; en caso de igualdad;
- F) Menor cantidad de tarjetas rojas recibidas; en caso de igualdad;
- G) Menor cantidad de tarjetas amarillas recibidas; en caso de igualdad;
- H) Sorteo.

En cuanto al campeón del torneo 2020 y a los descendidos a la Tercera División A 2021, se definirá de acuerdo al siguiente sistema:
- A) Mayor cantidad de puntos obtenidos; en caso de igualdad;
- B) Partido de desempate en cancha neutral.

## Árbitros
Esta es la lista de árbitros del torneo de Segunda División Profesional 2020. Los árbitros de la Primera División, como de Primera B, pueden arbitrar en la parte final de este torneo, siempre y cuando no sean designados, para arbitrar en una fecha del campeonato de la categoría mencionada, así como los árbitros de esta lista, pueden dirigir en las dos categorías más altas si la ANFP así lo estime conveniente. Los árbitros del Fútbol Joven de Quilín; Fabián Pizarro, Felipe González (idéntico al árbitro del mismo nombre y apellido, que arbitra en la Primera División) y Mathías Riquelme, se incorporan a esta categoría, haciendo su debut como árbitros profesionales. Además, el árbitro Reinerio Alvarado y la árbitra María Belén Carvajal (que habían arbitrado ocasionalmente en la división durante la temporada pasada) pasaron a ser oficialmente árbitros de la categoría. Por último, se incorpora también a esta categoría, el árbitro de la Primera B; Omar Oporto, mientras que los árbitros Víctor Abarzúa, Diego Flores y Cristián Galaz, pasaron a arbitrar a la Primera B.
| Árbitros             | Edad    | Categoría |
| -------------------- | ------- | --------- |
| Reinerio Alvarado    | 31 años |           |
| María Belén Carvajal | 41 años |           |
| Felipe González      | 32 años |           |
| Omar Oporto          | 41 años |           |
| Jorge Oses           | 31 años |           |
| Fabián Pizarro       | 34 años |           |
| Mathías Riquelme     | 32 años |           |
| Juan Sepúlveda       | 35 años |           |
| Diego Vidal          | 35 años |           |

## Relevos
| Pos | a Primera B         |
| --- | ------------------- |
| 1.° | San Marcos de Arica |

| Pos | a Segunda División |
| --- | ------------------ |
| -   | No hubo            |

| Pos | a Segunda División  |
| --- | ------------------- |
| 1.º | Deportes Linares    |
| 2.º | Deportes Concepción |

| Pos | a Tercera División A |
| --- | -------------------- |
| -   | No hubo              |

## Participantes

### Localización
| Equipo              | Región        | Ciudad       |
| ------------------- | ------------- | ------------ |
| Deportes Vallenar   | Atacama       | Vallenar     |
| San Antonio Unido   | Valparaíso    | San Antonio  |
| Deportes Colina     | Metropolitana | Colina       |
| Deportes Recoleta   | Metropolitana | Recoleta     |
| Lautaro de Buin     | Metropolitana | Buin         |
| Colchagua           | O'Higgins     | San Fernando |
| General Velásquez   | O'Higgins     | San Vicente  |
| Deportes Linares    | Maule         | Linares      |
| Independiente       | Maule         | Cauquenes    |
| Deportes Concepción | Biobío        | Concepción   |
| Fernández Vial      | Biobío        | Concepción   |
| Iberia              | Biobío        | Los Ángeles  |

| Deportes Recoleta \| Lautaro de Buin Deportes Colina \| |
| Lautaro de Buin Deportes Colina                         |

| Lautaro de Buin Deportes Colina |

## Información
| Equipo              | Entrenador        | Estadio                  | Capacidad | Proveedor | Auspiciador        |
| ------------------- | ----------------- | ------------------------ | --------- | --------- | ------------------ |
| Colchagua           | Francisco Arrué   | Jorge Silva              | 6.000     | TDeportes | Greenvic           |
| Deportes Colina     | Rodrigo Meléndez  | Manuel Rojas             | 4.000     | Training  |                    |
| Deportes Concepción | Christian Muñoz   | Ester Roa                | 33.000    | Joma      | Fanaloza           |
| Deportes Linares    | Luis Pérez Franco | Tucapel Bustamante       | 3.500     | OneFit    | Indemax            |
| Deportes Recoleta   | Felipe Nuñez      | Leonel Sánchez           | 431       | Training  | Elías Mazú y Cía   |
| Deportes Vallenar   | Fernando Gajardo  | Nelson Rojas             | 4.975     | TDeportes | Comercial Sol      |
| Fernández Vial      | Claudio Rojas     | Ester Roa                | 33.000    | Puma      | Casinos Integrados |
| General Velásquez   | César Bustamante  | Augusto Rodríguez        | 3.000     | Andrómeda | Multihogar         |
| Iberia              | Eduardo Lobos     | Municipal de Los Ángeles | 4.150     | KS7       | CMPC               |
| Independiente       | Felipe Cornejo    | Miguel Alarcón           | 1.500     | KS7       | Capiro             |
| Lautaro de Buin     | Carlos Encinas    | Lautaro                  | 1.500     | Training  | Friofort           |
| San Antonio Unido   | Ariel Pereyra     | Olegario Henríquez       | 5.000     | OneFit    | Pullman Bus        |

## Clasificación
| Pos. | Equipo              | Pts. | PJ | G  | E | P  | GF | GC | Dif. |  |
| ---- | ------------------- | ---- | -- | -- | - | -- | -- | -- | ---- |  |
| 1    | Fernández Vial      | 45   | 22 | 14 | 3 | 5  | 37 | 19 | +18  |  |
| 2    | Lautaro de Buin     | 41   | 22 | 14 | 5 | 3  | 36 | 18 | +18  |  |
| 3    | Deportes Recoleta   | 37   | 22 | 11 | 4 | 7  | 44 | 34 | +10  |  |
| 4    | General Velásquez   | 33   | 22 | 9  | 6 | 7  | 29 | 22 | +7   |  |
| 5    | Colchagua           | 29   | 22 | 8  | 5 | 9  | 23 | 28 | −5   |  |
| 6    | Iberia              | 28   | 22 | 7  | 7 | 8  | 27 | 24 | +3   |  |
| 7    | San Antonio Unido   | 28   | 22 | 7  | 7 | 8  | 23 | 25 | −2   |  |
| 8    | Independiente       | 28   | 22 | 7  | 7 | 8  | 24 | 27 | −3   |  |
| 9    | Deportes Colina     | 22   | 22 | 7  | 4 | 11 | 30 | 39 | −9   |  |
| 10   | Deportes Concepción | 21   | 22 | 5  | 6 | 11 | 23 | 30 | −7   |  |
| 11   | Deportes Vallenar   | 20   | 22 | 5  | 8 | 9  | 17 | 30 | −13  |  |
| 12   | Deportes Linares    | 18   | 22 | 4  | 6 | 12 | 19 | 36 | −17  |  |

Actualizado a los partidos jugados el 25 de marzo de 2021.
 Fuente: ANFP
     Campeón. Asciende a la Primera B.
     Descienden a la Tercera División A.
| Sanciones |
| --- |
| - Lautaro de Buin fue sancionado con la pérdida de 6 puntos, tras el fallo de la Segunda Sala del Tribunal Autónoma de Disciplina. - Deportes Colina fue sancionado con la pérdida de 3 puntos, tras no presentar documentos de pagos de las cotizaciones previsionales y de salud. - Deportes Vallenar fue sancionado con la pérdida de 3 puntos, debido a las irregularidades financieras que presentó en cuanto al pago de licencias médicas y deudas con jugadores. |

## Evolución
| Equipo              | 01 | 02 | 03 | 04 | 05 | 06 | 07 | 08 | 09 | 10 | 11 | 12 | 13 | 14 | 15 | 16 | 17 | 18 | 19 | 20 | 21 | 22 |
| ------------------- | -- | -- | -- | -- | -- | -- | -- | -- | -- | -- | -- | -- | -- | -- | -- | -- | -- | -- | -- | -- | -- | -- |
| Lautaro de Buin     | 7  | 2  | 1  | 1  | 1  | 1  | 1  | 1  | 1  | 1  | 1  | 1  | 1  | 1  | 1  | 1  | 1  | 1  | 1  | 1  | 1  | 1  |
| Fernández Vial      | 3  | 5  | 2  | 2  | 4  | 5  | 7  | 5  | 5  | 3  | 3  | 3  | 2  | 2  | 3  | 2  | 2  | 2  | 2  | 2  | 2  | 2  |
| Deportes Recoleta   | 12 | 3  | 8  | 4  | 3  | 3  | 3  | 2  | 2  | 2  | 2  | 2  | 3  | 3  | 2  | 3  | 3  | 3  | 3  | 3  | 3  | 3  |
| General Velásquez   | 9  | 9  | 10 | 10 | 8  | 8  | 8  | 6  | 6  | 8  | 10 | 11 | 9  | 6  | 4  | 4  | 4  | 4  | 4  | 4  | 4  | 4  |
| Colchagua           | 11 | 6  | 3  | 3  | 2  | 2  | 2  | 3  | 3  | 5  | 5  | 4  | 5  | 5  | 5  | 5  | 5  | 5  | 6  | 5  | 5  | 5  |
| Iberia              | 10 | 12 | 11 | 8  | 10 | 11 | 11 | 9  | 10 | 7  | 9  | 8  | 10 | 10 | 11 | 11 | 8  | 7  | 7  | 7  | 7  | 6  |
| San Antonio Unido   | 2  | 1  | 6  | 7  | 5  | 7  | 5  | 8  | 7  | 6  | 6  | 6  | 4  | 4  | 6  | 6  | 9  | 10 | 10 | 8  | 8  | 7  |
| Independiente       | 4  | 10 | 9  | 11 | 9  | 9  | 9  | 10 | 9  | 10 | 7  | 9  | 8  | 8  | 8  | 10 | 7  | 6  | 5  | 6  | 6  | 8  |
| Deportes Colina     | 5  | 7  | 4  | 5  | 6  | 4  | 6  | 7  | 8  | 9  | 8  | 7  | 7  | 9  | 9  | 8  | 11 | 8  | 8  | 9  | 9  | 9  |
| Deportes Vallenar   | 6  | 8  | 5  | 6  | 7  | 6  | 4  | 4  | 4  | 4  | 4  | 5  | 6  | 7  | 7  | 7  | 10 | 11 | 11 | 11 | 11 | 10 |
| Deportes Concepción | 1  | 4  | 7  | 9  | 11 | 10 | 10 | 11 | 11 | 11 | 11 | 10 | 11 | 11 | 10 | 9  | 6  | 9  | 9  | 10 | 10 | 11 |
| Deportes Linares    | 8  | 11 | 12 | 12 | 12 | 12 | 12 | 12 | 12 | 12 | 12 | 12 | 12 | 12 | 12 | 12 | 12 | 12 | 12 | 12 | 12 | 12 |

| 1. 2. 3. 4. 5. |

## Resultados

### Primera rueda
- Los horarios corresponden al huso horario de Chile: UTC-4 en horario estándar y UTC-3 en horario de verano.

| Deportes Recoleta | 1 - 2 | San Antonio Unido   | Nicolás Chahuán            | 16 de septiembre | 12:00 |
| Fernández Vial    | 2 - 1 | Iberia              | Ester Roa Rebolledo        | 16 de septiembre | 16:00 |
| Colchagua         | 1 - 2 | Deportes Concepción | El Teniente                | 16 de septiembre | 17:00 |
| Deportes Colina   | 1 - 1 | Independiente       | Bicentenario de La Florida | 17 de septiembre | 12:00 |
| Deportes Vallenar | 0 - 0 | Lautaro de Buin     | La Portada                 | 17 de septiembre | 12:00 |
| Deportes Linares  | 1 - 1 | General Velásquez   | Fiscal de Talca            | 9 de diciembre   | 18:00 |

| Iberia              | 0 - 2 | Deportes Recoleta | Germán Becker              | 23 de septiembre | 16:00 |
| Lautaro de Buin     | 2 - 1 | Fernández Vial    | Bicentenario de La Florida | 25 de septiembre | 12:00 |
| San Antonio Unido   | 1 - 1 | Deportes Colina   | Elías Figueroa Brander     | 25 de septiembre | 13:00 |
| Independiente       | 0 - 1 | Colchagua         | Fiscal de Talca            | 25 de septiembre | 15:00 |
| General Velásquez   | 0 - 0 | Deportes Vallenar | El Teniente                | 26 de septiembre | 12:00 |
| Deportes Concepción | 0 - 1 | Deportes Linares  | Ester Roa Rebolledo        | 21 de octubre    | 15:30 |

| Deportes Recoleta | 0 - 3 | Lautaro de Buin     | Nicolás Chahuán            | 29 de septiembre | 12:00 |
| Iberia            | 0 - 0 | Independiente       | Germán Becker              | 29 de septiembre | 16:00 |
| Colchagua         | 1 - 0 | General Velásquez   | El Teniente                | 30 de septiembre | 11:00 |
| Deportes Colina   | 3 - 2 | Deportes Concepción | Bicentenario de La Florida | 30 de septiembre | 12:00 |
| Deportes Vallenar | 1 - 0 | Deportes Linares    | La Portada                 | 30 de septiembre | 12:00 |
| Fernández Vial    | 1 - 0 | San Antonio Unido   | Ester Roa Rebolledo        | 30 de septiembre | 18:00 |

| Independiente       | 1 - 4 | Deportes Recoleta | Fiscal de Talca            | 3 de octubre | 16:00 |
| General Velásquez   | 1 - 1 | Deportes Colina   | El Teniente                | 4 de octubre | 12:00 |
| Deportes Concepción | 0 - 2 | Fernández Vial    | Ester Roa Rebolledo        | 4 de octubre | 15:30 |
| Deportes Vallenar   | 0 - 0 | Colchagua         | La Portada                 | 5 de octubre | 12:00 |
| Deportes Linares    | 1 - 2 | Iberia            | Fiscal de Talca            | 5 de octubre | 17:00 |
| Lautaro de Buin     | 1 - 0 | San Antonio Unido | Bicentenario de La Florida | 6 de octubre | 12:00 |

| Fernández Vial    | 1 - 3 | General Velásquez   | Ester Roa Rebolledo        | 8 de octubre  | 12:00 |
| Deportes Colina   | 1 - 2 | Colchagua           | Bicentenario de La Florida | 9 de octubre  | 13:00 |
| Independiente     | 1 - 0 | Deportes Concepción | Fiscal de Talca            | 9 de octubre  | 15:00 |
| Deportes Recoleta | 5 - 1 | Deportes Vallenar   | Municipal de La Pintana    | 10 de octubre | 12:00 |
| Iberia            | 1 - 2 | Lautaro de Buin     | Germán Becker              | 10 de octubre | 16:00 |
| San Antonio Unido | 3 - 0 | Deportes Linares    | Elías Figueroa Brander     | 11 de octubre | 12:00 |

| Lautaro de Buin     | 2 - 0 | Independiente     | Bicentenario de La Florida | 14 de octubre | 12:00 |
| Deportes Concepción | 1 - 1 | Deportes Recoleta | Ester Roa Rebolledo        | 14 de octubre | 12:30 |
| Colchagua           | 1 - 0 | Iberia            | El Teniente                | 14 de octubre | 15:00 |
| General Velásquez   | 1 - 1 | San Antonio Unido | El Teniente                | 15 de octubre | 12:00 |
| Deportes Vallenar   | 2 - 1 | Fernández Vial    | La Portada                 | 15 de octubre | 15:00 |
| Deportes Linares    | 0 - 1 | Deportes Colina   | Fiscal de Talca            | 15 de octubre | 18:00 |

| San Antonio Unido | 0 - 0 | Deportes Vallenar   | Elías Figueroa Brander     | 27 de octubre | 12:00 |
| Fernández Vial    | 0 - 2 | Colchagua           | Ester Roa Rebolledo        | 27 de octubre | 12:00 |
| Deportes Recoleta | 3 - 1 | General Velásquez   | Municipal de La Pintana    | 27 de octubre | 12:00 |
| Iberia            | 0 - 0 | Deportes Concepción | Germán Becker              | 27 de octubre | 16:00 |
| Independiente     | 1 - 1 | Deportes Linares    | Fiscal de Talca            | 27 de octubre | 18:00 |
| Deportes Colina   | 2 - 4 | Lautaro de Buin     | Bicentenario de La Florida | 28 de octubre | 12:00 |

| General Velásquez | 2 - 1 | Independiente       | El Teniente                | 31 de octubre  | 12:00 |
| Lautaro de Buin   | 2 - 1 | Deportes Concepción | Bicentenario de La Florida | 1 de noviembre | 12:00 |
| Deportes Linares  | 1 - 5 | Fernández Vial      | Fiscal de Talca            | 1 de noviembre | 12:00 |
| Colchagua         | 1 - 2 | Deportes Recoleta   | El Teniente                | 1 de noviembre | 12:00 |
| San Antonio Unido | 1 - 6 | Iberia              | Lucio Fariña Fernández     | 1 de noviembre | 12:00 |
| Deportes Vallenar | 3 - 2 | Deportes Colina     | La Portada                 | 2 de noviembre | 12:00 |

| Colchagua           | 0 - 2 | Lautaro de Buin   | El Teniente                | 5 de noviembre | 12:00 |
| Deportes Concepción | 1 - 1 | General Velásquez | Ester Roa Rebolledo        | 5 de noviembre | 13:00 |
| Deportes Recoleta   | 1 - 0 | Deportes Linares  | Municipal de La Pintana    | 5 de noviembre | 17:00 |
| Independiente       | 2 - 1 | San Antonio Unido | Fiscal de Talca            | 5 de noviembre | 18:00 |
| Iberia              | 1 - 2 | Deportes Vallenar | Germán Becker              | 6 de noviembre | 12:00 |
| Deportes Colina     | 0 - 3 | Fernández Vial    | Bicentenario de La Florida | 6 de noviembre | 12:00 |

| Deportes Colina   | 3 - 4 | Deportes Recoleta   | Bicentenario de La Florida | 10 de noviembre | 12:00 |
| San Antonio Unido | 2 - 1 | Colchagua           | Lucio Fariña Fernández     | 10 de noviembre | 18:00 |
| Deportes Vallenar | 0 - 0 | Deportes Concepción | La Portada                 | 11 de noviembre | 12:00 |
| General Velásquez | 0 - 2 | Iberia              | El Teniente                | 11 de noviembre | 12:00 |
| Fernández Vial    | 3 - 1 | Independiente       | Ester Roa Rebolledo        | 24 de noviembre | 10:30 |
| Deportes Linares  | 1 - 2 | Lautaro de Buin     | Fiscal de Talca            | 16 de diciembre | 18:00 |

| Deportes Recoleta   | 2 - 2 | Fernández Vial    | Municipal de La Pintana    | 15 de noviembre | 11:00 |
| Lautaro de Buin     | 1 - 1 | General Velásquez | Bicentenario de La Florida | 15 de noviembre | 16:00 |
| Independiente       | 2 - 1 | Deportes Vallenar | Fiscal de Talca            | 15 de noviembre | 18:00 |
| Deportes Concepción | 0 - 0 | San Antonio Unido | Ester Roa Rebolledo        | 16 de noviembre | 16:00 |
| Iberia              | 0 - 2 | Deportes Colina   | Germán Becker              | 18 de noviembre | 17:00 |
| Colchagua           | 0 - 3 | Deportes Linares  | El Teniente                | 23 de diciembre | 18:00 |

### Segunda rueda
- Los horarios corresponden al huso horario de Chile: UTC-4 en horario estándar y UTC-3 en horario de verano.

| Deportes Recoleta | 1 - 3 | Deportes Colina     | Municipal de La Pintana | 1 de diciembre | 10:00 |
| General Velásquez | 1 - 2 | Colchagua           | El Teniente             | 1 de diciembre | 10:00 |
| San Antonio Unido | 3 - 0 | Independiente       | Lucio Fariña Fernández  | 1 de diciembre | 18:00 |
| Fernández Vial    | 3 - 1 | Lautaro de Buin     | Ester Roa Rebolledo     | 2 de diciembre | 10:00 |
| Deportes Vallenar | 1 - 1 | Iberia              | La Portada              | 2 de diciembre | 10:00 |
| Deportes Linares  | 1 - 4 | Deportes Concepción | Fiscal de Talca         | 2 de diciembre | 18:00 |

| Deportes Colina     | 0 - 1 | General Velásquez | Bicentenario de La Florida | 5 de diciembre | 18:00 |
| Deportes Linares    | 1 - 0 | Deportes Vallenar | Fiscal de Talca            | 6 de diciembre | 10:00 |
| Deportes Concepción | 1 - 4 | Independiente     | Ester Roa Rebolledo        | 6 de diciembre | 17:00 |
| Colchagua           | 0 - 2 | San Antonio Unido | El Teniente                | 6 de diciembre | 18:00 |
| Lautaro de Buin     | 1 - 0 | Deportes Recoleta | Bicentenario de La Florida | 7 de diciembre | 10:00 |
| Iberia              | 0 - 3 | Fernández Vial    | Municipal de Los Ángeles   | 8 de diciembre | 10:00 |

| Lautaro de Buin   | 3 - 0 | Deportes Colina     | Bicentenario de La Florida | 12 de diciembre     | 10:00 |
| General Velásquez | 2 - 1 | Deportes Concepción | El Teniente                | 13 de diciembre     | 10:00 |
| Independiente     | 1 - 1 | Iberia              | Fiscal de Talca            | 13 de diciembre     | 18:00 |
| Deportes Recoleta | 4 - 0 | Colchagua           | Municipal de La Pintana    | 13 de diciembre     | 18:00 |
| Fernández Vial    | 0 - 0 | Deportes Linares    | Ester Roa Rebolledo        | 13 de diciembre     | 18:00 |
| Deportes Vallenar | 1 - 1 | San Antonio Unido   | Luis Valenzuela Hermosilla | 13 de enero de 2021 | 18:00 |

| Colchagua           | 2 - 2 | Independiente     | El Teniente              | 18 de diciembre     | 18:00 |
| Deportes Concepción | 3 - 1 | Deportes Colina   | Ester Roa Rebolledo      | 20 de diciembre     | 17:00 |
| Deportes Linares    | 1 - 3 | Deportes Recoleta | Fiscal de Talca          | 20 de diciembre     | 18:00 |
| Iberia              | 0 - 1 | General Velásquez | Municipal de Los Ángeles | 20 de diciembre     | 18:00 |
| Fernández Vial      | 1 - 0 | Deportes Vallenar | Ester Roa Rebolledo      | 22 de diciembre     | 17:00 |
| San Antonio Unido   | 1 - 0 | Lautaro de Buin   | Lucio Fariña Fernández   | 27 de enero de 2021 | 18:00 |

| Independiente       | 0 - 1 | Fernández Vial    | Fiscal de Talca            | 27 de diciembre | 18:00 |
| Lautaro de Buin     | 3 - 1 | Deportes Vallenar | Bicentenario de La Florida | 28 de diciembre | 10:00 |
| Deportes Recoleta   | 0 - 3 | Iberia            | Municipal de La Pintana    | 28 de diciembre | 18:00 |
| Deportes Concepción | 2 - 1 | Colchagua         | Ester Roa Rebolledo        | 29 de diciembre | 17:00 |
| Deportes Colina     | 2 - 1 | San Antonio Unido | Bicentenario de La Florida | 30 de diciembre | 18:00 |
| General Velásquez   | 6 - 0 | Deportes Linares  | El Teniente                | 30 de diciembre | 18:00 |

| Fernández Vial    | 2 - 1 | Deportes Recoleta   | Ester Roa Rebolledo        | 4 de enero de 2021 | 17:00 |
| Iberia            | 1 - 0 | Deportes Linares    | Municipal de Los Ángeles   | 5 de enero de 2021 | 18:00 |
| Colchagua         | 1- 0  | Deportes Colina     | El Teniente                | 5 de enero de 2021 | 18:00 |
| San Antonio Unido | 0 - 1 | Deportes Concepción | Lucio Fariña Fernández     | 5 de enero de 2021 | 18:00 |
| Independiente     | 1 - 0 | Lautaro de Buin     | Fiscal de Talca            | 5 de enero de 2021 | 18:00 |
| Deportes Vallenar | 1 - 2 | General Velásquez   | Luis Valenzuela Hermosilla | 6 de enero de 2021 | 18:00 |

| Deportes Colina     | 2 - 0 | Deportes Vallenar | Bicentenario de La Florida | 9 de enero de 2021  | 10:00 |
| Deportes Linares    | 3 - 0 | San Antonio Unido | Fiscal de Talca            | 9 de enero de 2021  | 18:00 |
| Deportes Concepción | 1 - 2 | Iberia            | Ester Roa Rebolledo        | 10 de enero de 2021 | 17:00 |
| Deportes Recoleta   | 0 - 3 | Independiente     | Municipal de La Pintana    | 10 de enero de 2021 | 18:00 |
| General Velásquez   | 0 - 1 | Fernández Vial    | El Teniente                | 10 de enero de 2021 | 18:00 |
| Lautaro de Buin     | 1 - 1 | Colchagua         | Bicentenario de La Florida | 10 de enero de 2021 | 20:00 |

| Iberia            | 1 - 1 | Colchagua           | Municipal de Los Ángeles   | 15 de enero de 2021 | 18:00 |
| Independiente     | 2 - 0 | Deportes Colina     | Fiscal de Talca            | 15 de enero de 2021 | 19:00 |
| Lautaro de Buin   | 2 - 2 | Deportes Linares    | Bicentenario de La Florida | 16 de enero de 2021 | 18:00 |
| Deportes Vallenar | 0 - 3 | Deportes Recoleta   | Luis Valenzuela Hermosilla | 17 de enero de 2021 | 18:00 |
| San Antonio Unido | 0 - 1 | General Velásquez   | Lucio Fariña Fernández     | 17 de enero de 2021 | 18:00 |
| Fernández Vial    | 2 - 1 | Deportes Concepción | Ester Roa Rebolledo        | 30 de enero de 2021 | 17:00 |

| San Antonio Unido   | 1 - 0 | Fernández Vial    | Lucio Fariña Fernández     | 20 de enero de 2021  | 18:00 |
| Deportes Linares    | 0 - 0 | Independiente     | Fiscal de Talca            | 20 de enero de 2021  | 18:00 |
| General Velásquez   | 1 - 2 | Deportes Recoleta | El Teniente                | 21 de enero de 2021  | 18:00 |
| Deportes Colina     | 2 - 4 | Iberia            | Bicentenario de La Florida | 22 de enero de 2021  | 10:00 |
| Colchagua           | 4 - 0 | Deportes Vallenar | El Teniente                | 22 de enero de 2021  | 18:00 |
| Deportes Concepción | 0 - 1 | Lautaro de Buin   | Ester Roa Rebolledo        | 2 de febrero de 2021 | 18:00 |

| Deportes Linares  | 1 - 1 | Colchagua           | Fiscal de Talca            | 6 de febrero de 2021 | 18:00 |
| Deportes Vallenar | 1 - 1 | Independiente       | Luis Valenzuela Hermosilla | 6 de febrero de 2021 | 18:00 |
| Iberia            | 0 - 0 | San Antonio Unido   | Municipal de Los Ángeles   | 6 de febrero de 2021 | 18:00 |
| Deportes Recoleta | 2 - 2 | Deportes Concepción | Municipal de La Pintana    | 6 de febrero de 2021 | 18:00 |
| Fernández Vial    | 1 - 1 | Deportes Colina     | Ester Roa Rebolledo        | 8 de febrero de 2021 | 18:00 |
| General Velásquez | 1 - 2 | Lautaro de Buin(C)  | El Teniente                | 8 de febrero de 2021 | 18:00 |

| Colchagua           | 0 - 2 | Fernández Vial    | El Teniente               | 12 de febrero | 10:30 |
| Lautaro de Buin     | 1 - 1 | Iberia            | Municipal de San Bernardo | 12 de febrero | 10:30 |
| San Antonio Unido   | 3 - 3 | Deportes Recoleta | Lucio Fariña Fernández    | 12 de febrero | 18:00 |
| Deportes Colina     | 2 - 1 | Deportes Linares  | Municipal de San Felipe   | 13 de febrero | 18:00 |
| Deportes Concepción | 0 - 2 | Deportes Vallenar | Ester Roa Rebolledo       | 13 de febrero | 18:00 |
| Independiente       | 0 - 2 | General Velásquez | Fiscal de Talca           | 13 de febrero | 18:00 |

## Campeón
|                |
| Fernández Vial |
| 2.° título     |

## Estadísticas

### Goleadores
| Jugador          | Equipo              | Anot. |
| ---------------- | ------------------- | ----- |
| Matías Rubio     | Deportes Recoleta   | 11    |
| Diego Cuéllar    | Lautaro de Buin     | 9     |
| Álex Díaz        | Deportes Concepción | 6     |
| Gonzalo Tapia    | Deportes Recoleta   | 6     |
| Arnaldo Castillo | Iberia              | 6     |
| Carlos Sepúlveda | Fernández Vial      | 5     |
| Kevin Harbottle  | Fernández Vial      | 5     |
| Jorge Jaime      | Independiente       | 5     |
| Milton Alegre    | Colchagua           | 4     |
| Gonzalo Fierro   | Deportes Colina     | 4     |

### Hat-Tricks & Póker
Aquí se encuentra la lista de hat-tricks y póker de goles (en general, tres o más goles marcados por un jugador en un mismo encuentro) conseguidos en la temporada.
| Día             | Jugador          | Goles | Local             | Resultado | Visitante           | Fecha    |
| --------------- | ---------------- | ----- | ----------------- | --------- | ------------------- | -------- |
| 1 de noviembre  | Arnaldo Castillo | 3     | San Antonio Unido | 1 - 6     | Deportes Iberia     | Fecha 8  |
| 2 de diciembre  | Álex Díaz        | 3     | Deportes Linares  | 1 - 4     | Deportes Concepción | Fecha 12 |
| 30 de diciembre | Jhon Alegría     | 3     | General Velásquez | 6 - 0     | Deportes Linares    | Fecha 16 |

### Autogoles
Aquí se encuentra la lista de autogoles realizados en esta temporada.
| Jugador          | Equipo        | Anot. |
| ---------------- | ------------- | ----- |
| Francisco Ugarte | Independiente | 1     |

## Entrenadores
| Listado de Entrenadores | Listado de Entrenadores | Listado de Entrenadores |
| Equipo                  | Entrenador              | Jornadas                |
| ----------------------- | ----------------------- | ----------------------- |
| Independiente           | Luis Musrri             | 1.º - 2.º               |
| Independiente           | Jhon Bustamante         | 3.º - 8.°               |
| Independiente           | Felipe Cornejo          | 9.º en adelante         |
| Deportes Linares        | Nibaldo Rubio           | 1.º - 4.º               |
| Deportes Linares        | Luis Pérez Franco       | 5.º - 14.°              |
| Deportes Linares        | Ramón Climent           | 14.º en adelante        |
| Fernández Vial          | Jorge Garcés            | 1.º - 6.º               |
| Fernández Vial          | Claudio Rojas           | 7.º en adelante         |
| Deportes Concepción     | Esteban González        | 1.º - 8.º               |
| Deportes Concepción     | Christian Muñoz         | 9.º en adelante         |
| Iberia                  | Jorge Contreras         | 1.º - 11.º              |
| Iberia                  | Eduardo Lobos           | 12.º en adelante        |
| Colchagua               | René Curaz              | 1.º - 11.º              |
| Colchagua               | Francisco Arrué         | 12.º en adelante        |
| Deportes Vallenar       | Pablo Pacheco           | 1.º - 11.º              |
| Deportes Vallenar       | Jeremías Viale          | 12.º - 17.º             |
| Deportes Vallenar       | Fernando Gajardo        | 18.º en adelante        |
| General Velásquez       | César Bustamante        | 1.º - 14.º              |
| General Velásquez       | Mauricio Riffo          | 15.º en adelante        |
| San Antonio Unido       | Marco Muñoz             | 1.º - 17.º              |
| San Antonio Unido       | Ariel Pereyra           | 18.º en adelante        |

## Regla del U-20
- El reglamento del Campeonato Nacional de la Segunda División Profesional 2020, señala en su artículo 31 que “en la sumatoria de todos los partidos del Campeonato que dispute cada club, los jugadores chilenos nacidos a partir del 01 de enero de 1999 deberán haber disputado a lo menos el cincuenta por ciento de los minutos efectivamente jugados”. Esta obligación, también se extiende a la Copa Chile y a los torneos de la Primera División y Primera B.

- En el caso de cumplimiento entre el 45,1 % al 99,9 % de los minutos, la sanción será la pérdida de tres puntos más una multa de 500 UF, descontándose de la tabla de la fase regular del respectivo campeonato. Si el cumplimiento de los minutos alcanza entre el 40,1 al 45 % de los minutos, el descuento será de seis puntos de pérdida más la multa, y si el cumplimiento alcanza al 40 % o menos de los minutos, el descuento será de nueve puntos, igualmente contando con la multa antes mencionada.

| Equipo                 | m.req | m.dis | m.pen | %      |
| ---------------------- | ----- | ----- | ----- | ------ |
| A. Fernández Vial      | 990   | 1.829 | -839  | 184,75 |
| Colchagua              | 990   | 1.650 | -660  | 166,67 |
| D. Colina              | 990   | 1.760 | -770  | 177,78 |
| D. Concepción          | 990   | 1.329 | -339  | 134,24 |
| D. Iberia              | 990   | 1.521 | -531  | 153,64 |
| D. Linares             | 990   | 1.962 | -972  | 198,18 |
| D. Recoleta            | 990   | 1.797 | -807  | 181,52 |
| D. Vallenar            | 990   | 1.232 | -242  | 124,44 |
| General Velásquez      | 990   | 1.599 | -609  | 161,52 |
| Independiente          | 990   | 1.391 | -401  | 140,51 |
| Lautaro de Buin        | 990   | 1.809 | -819  | 182,73 |
| San Antonio Unido      | 990   | 1.481 | -491  | 149,60 |
| Actualizado - Fecha 22 |       |       |       |        |

     Cumplieron con el reglamento. 
     No cumplieron con el reglamento. Incurre en la pérdida de 3 puntos, más una multa de 500 UF (45,1 % al 99,9 %)
     No cumplieron con el reglamento. Incurre en la pérdida de 6 puntos, más una multa de 500 UF (40,1 % al 45,0 %)
     No cumplieron con el reglamento. Incurre en la pérdida de 9 puntos, más una multa de 500 UF (Menos del 40,0 %)